# گنجینه زابل (کنسولگری سابق)
گنجینه زابل (کنسولگری سابق) مربوط به دوره قاجار است و در زابل، خیابان مصطفی خمینی، جنب بانک کشاورزی واقع شده و این اثر در تاریخ ۲۰ اردیبهشت ۱۳۷۷ با شمارهٔ ثبت ۲۰۲۸ به‌عنوان یکی از آثار ملی ایران به ثبت رسیده‌است.